# 今村有希
今村 有希（いまむら ゆき、1981年3月6日 - ）は、日本の女優。兵庫県出身。フォセット・コンシェルジュ所属。テレビ・映画・舞台・自主映画などで活動。

## 略歴
1994年、ミヤコ蝶々特別出演舞台「おばちゃんうちら地獄を知ってるで」(大阪/中座)の初舞台以降、数々のオーディションを受け、ミュージカルを中心に舞台に立つ。1999年に高校の卒業と同時に上京。劇団青年座本科に入所し、2000年に本科修了。同年のzero projectプロデュース第1回公演「地雷を踏んだらサヨウナラ」のオーディション会場で、現弾長酒井晴人に出逢う。その後、2001年より激弾BKYUのメンバーとなる。

## 出演

### TV
- 西部邁ゼミナール（「助手」（アシスタント）。2015年8月30日 - 2018年1月13日、同年3月31日（西部邁追悼番組『永訣！西部邁～生き方としての死に方をめぐって～』[1]）、TOKYO MX）[2]
- 相棒 Season14 第12話（2016年1月20日、テレビ朝日） - 矢島絵里 役
- 連続テレビ小説 エール（2020年） - 晴恵 役
- ミステリと言う勿れ 第9話・第10話（2022年3月7日・14日、フジテレビ）- 看護師 役

### 映画
- カクト（伊勢谷友介監督、2002年）
- 嫌われ松子の一生（中島哲也 監督、2006年）
- 夢の番人（野上隆志監督、2006年）
- 八色（佐藤福太郎 監督、2006年）
- ファンキー・ライフスタイル（馬越可奈 監督、2006年）

### ウェブ配信
- 全裸監督（2019年8月8日、Netflix）第1話[3]

### 舞台
- 激弾BKYU「スパカリ」（中野ザ・ポケット）
- 激弾BKYU「SAI-YU-KI」（新宿SPACE107）
- 激弾BKYU出前劇場 “酒井さんとクラシゲさんとユッキー”の「ひな祭りッシュ」／「夏祭りッシュ」
- オフィスTTS「バルベニア」（中野ゴールデン街劇場）
- ステージプロジェクト翔「ノスタルジック・カフェ」（中野スタジオあくとれ）
- BKYUトレーニングステージ『バラード』（かもめ座）